# ويليام إم. بولك
ويليام إم. بولك هو سياسي أمريكي، ولد في 26 يناير 1935 في كيلبورن في الولايات المتحدة. نشط حزبياً في الحزب الجمهوري. وقد انتخب عضو مجلس نواب واشنطن ‏.